# Cantone di Château-Porcien
Il Cantone di Château-Porcien è una divisione amministrativa dell'arrondissement di Rethel.
A seguito della riforma approvata con decreto del 21 febbraio 2014, che ha avuto attuazione dopo le elezioni dipartimentali del 2015, è passato da 16 a 47 comuni.

## Composizione
I 16 comuni facenti parte prima della riforma del 2014 erano:
- Avançon
- Banogne-Recouvrance
- Château-Porcien
- Condé-lès-Herpy
- Écly
- Hannogne-Saint-Rémy
- Hauteville
- Herpy-l'Arlésienne
- Inaumont
- Saint-Fergeux
- Saint-Loup-en-Champagne
- Saint-Quentin-le-Petit
- Seraincourt
- Sévigny-Waleppe
- Son
- Taizy

Dal 2015 i comuni appartenenti al cantone sono i seguenti 47:
- Aire
- Alincourt
- Annelles
- Asfeld
- Aussonce
- Avançon
- Avaux
- Balham
- Banogne-Recouvrance
- Bergnicourt
- Bignicourt
- Blanzy-la-Salonnaise
- Brienne-sur-Aisne
- Château-Porcien
- Le Châtelet-sur-Retourne
- Condé-lès-Herpy
- L'Écaille
- Écly
- Gomont
- Hannogne-Saint-Rémy
- Hauteville
- Herpy-l'Arlésienne
- Houdilcourt
- Inaumont
- Juniville
- Ménil-Annelles
- Ménil-Lépinois
- Neuflize
- La Neuville-en-Tourne-à-Fuy
- Perthes
- Poilcourt-Sydney
- Roizy
- Saint-Fergeux
- Saint-Germainmont
- Saint-Loup-en-Champagne
- Saint-Quentin-le-Petit
- Saint-Remy-le-Petit
- Sault-Saint-Remy
- Seraincourt
- Sévigny-Waleppe
- Son
- Tagnon
- Taizy
- Le Thour
- Vieux-lès-Asfeld
- Villers-devant-le-Thour
- Ville-sur-Retourne